# Rolf Friedrich Krause
Rolf Friedrich Krause (* 3. Oktober 1956 in Kiel) ist ein deutscher Diplomat, der derzeit Generalkonsul in Marseille ist.

## Leben
Nach dem Abitur in Mannheim und anschließendem Wehrdienst, den er im Range eines Leutnants der Reserve abschloss, studierte er von 1977 bis 1982 Geografie und Islamwissenschaften an der Universität Würzburg und der State University of New York. Seit 1977 ist er Mitglied der Studentenverbindung Burschenschaft Mainfranken Würzburg im SB.
Von 1982 bis 1986 war er wissenschaftlicher Mitarbeiter im Fachbereich Geografie an der Universität Marburg. Dort promovierte er zum Dr. rer. nat. und zum Dr. phil.

## Laufbahn
Von 1986 bis 1988 durchlief er den Vorbereitungsdienst des Auswärtigen Amtes. Von 1988 bis 1990 war er Ständiger Vertreter am Generalkonsulat in Dschidda. Von 1990 bis 1993 war er Referent in der Nahostabteilung des Auswärtigen Amtes in Bonn. Von 1993 bis 1996 war er Leiter des Referates für Presse und Öffentlichkeitsarbeit der deutschen Vertretung bei den Vereinten Nationen in New York. Von 1996 bis 1999 war er Ständiger Vertreter an der deutschen Botschaft in Belgrad.
Im Jahr 1999 leitete er die G8-Arbeitsgruppe zur Bekämpfung der internationalen organisierten Kriminalität und des Terrorismus. Von 1999 bis 2002 war er stellvertretender Referatsleiter und Referent für Grundsatzfragen in der Afrika-Abteilung des Auswärtigen Amtes, nun in Berlin. Von 2002 bis 2005 war er Referatsleiter in der Auslandsabteilung des Bundespräsidialamtes in Berlin. Im Jahr 2005 wurde er Referatsleiter in der Afrika-Abteilung des Auswärtigen Amts und im Jahr 2008 deren stellvertretender Direktor. Im Jahr 2009 wechselte er als Professor für Diplomatie an die Andrássy Universität Budapest. Von 2012 bis 2015 war er deutscher Generalkonsul in Kaliningrad. Seit 2015 ist er als Generalkonsul in Marseille tätig.